# Savska Ves
Savska Ves – wieś w Chorwacji, w żupanii medzimurskiej, w mieście Čakovec. W 2011 roku liczyła 1217 mieszkańców.